# 리메즈 엔터테인먼트
리메즈 엔터테인먼트(LIMEZ Entertainment)는 대한민국의 연예기획사다. 2016년에 설립되었다.

## 현재 소속 연예인
- 닐로
- 반하나
- 이준호

## 과거 소속 연예인
- 40
- 장덕철